# Río Mama
El río Mama (del ruso: Река Мама) es un río de Rusia que discurre por Siberia oriental,  un afluente  por la margen izquierda del río Vitim, y por tanto, en la cuenca del Lena.  Tiene una longitud de 601 km (incluido el Mama izquierdo; sólo 406 km) y drena una cuenca de 18 900 km².Administrativamente, recorre la república de Buriatia y el óblast de Irkutsk

## Geografía
Su nacimiento se encuentra a una altitud de 439 metros en las montañas del norte del lago Baikal, al norte del oblast de Irkutsk, formado por la unión de dos brazos: el Levaïa Mama (Mama izquierdo) y el Pravaïa Mama  (Mama derecho). Cada uno de estos brazos nace en la vertiente norte de las montañas del Alto Angara (en ruso Verkhneangarskiy Khrebet - Верхнеангарский хребет) a más de 2.600 metros de altura, parte occidental de las montañas Stanovoi situadas en el norte de la república autónoma de Buriatia. La fuente del Mama izquierdo está a 1.720 metros sobre el nivel del mar, el Mama derecho a 1.900 metros.
El Mama izquierdo tiene una longitud de195 kilómetros y está considerado como el curso superior del río. 
Después de su formación, el Mama fluye en dirección noreste y traspasa pronto el límite del oblast de Irkutsk. Después de un recorrido de 206 kilómetros en una región de media montaña, desemboca por la margen izquierda en el río Vitim cerca de la pequeña localidad de Mama.

## Localidades atravesadas
Hay pocos establecimientos humanos en los márgenes del Mama. La explotación de las minas de mica a mediados del siglo XX  dio origen a algunas pequeñas localidades como la estación de Lougovskoï, o Slioudianka (del ruso slioudy o cлюды para mica). 

## Afluentes
- El Kaverga (margen derecha)
- El Konkouderi (o Konkoudera) (margen derecha)

## Navegabilidad
El Mama se congelada generalmente desde octubre hasta el mes de mayo.
Es navegable en 110 kilómetros aguas arriba de su desembocadura. 

## Hidrometría - Los caudales mensuales en Lougovskoï
El Mama es un curso de agua muy caudaloso. Su caudal ha sido observado durante 21 años (entre 1970 y 1990) en Lougovskoï, localidad situada a 34 kilómetros de su desembocadura en el Vitim.
El caudal interanual medio o módulo observado en Lougovskoï durante este periodo fue de 354 m³/s para una superficie de drenaje de 18 400 km², o sea el 97,5 % o la casi totalidad de la cuenca que vierte en el río.
La lámina de agua  en la cuenca llega a 607 milímetros por año, lo que está considerado como muy elevado en el contexto de Siberia y de la cuenca del Lena. 
Río caudaloso, alimentado gran parte por el deshielo de las nieves, el Mama es un curso de agua de régimen nivo-pluvial que presenta dos estaciones  diferenciadas. 
Las aguas altas ocurren del final de la primavera al principio del otoño, del mes de mayo al mes de septiembre inclusive, con un pico muy claro en junio que corresponde al deshielo y a la fusión de las nieves. La cuenca tiene precipitaciones abundantes en todas estaciones, particularmente en las cumbres (montes Stanovoï). Caen en forma de lluvia en verano, lo que explica que el caudal de julio a octubre sea muy constante. En septiembre y después en octubre, el caudal del río baja progresivamente, lo que lleva al periodo de aguas bajas relacionado con el hielo. Este período tiene una duración de siete mes, ocurre de octubre a comienzo mayo y corresponde al invierno y a las fuertes heladas que caen sobre toda la región. 
El caudal medio mensual observado en marzo (mínimo de estiaje) es de 38,6 m³s, que es aproximadamente el 3 % del caudal medio del mes de junio (1316 m³/s), lo que subraya la amplitud tan grande de la variación estacional. Según la observación de 21 años, el caudal mensual mínimo fue de 24,6 m3/s (febrero 1974), mientras que el caudal mensual máximo se elevó a 1 980 m3/s (junio 1980). Los caudales mensuales inferiores a 25 m³/s son excepcionales. 
En cuanto al periodo estival, libre de heladas (de junio a septiembre inclusive), el caudal mensual mínimo observado ha sido de 278 m³/s en septiembre de 1973.